# Amaru Reto Schenkel
Amaru Reto Schenkel (* 28. April 1988 in Lomé, Togo) ist ein ehemaliger Schweizer Leichtathlet, der auf die Sprintdisziplinen 100 und 200 Meter spezialisiert war. Er war Mitglied der 4-mal-100-Meter-Staffel, die an den Europameisterschaften 2010 in Barcelona den vierten Rang belegte und mit einer Zeit von 38,62 s den aktuellen Schweizer Rekord hält. Er wurde je einmal Schweizer Meister über 100 und 200 Meter und nahm an den Olympischen Spielen 2012 in London teil.

## Leben
Schenkel wurde als Strassenkind im Togo geboren und kam als Zweieinhalbjähriger als Adoptivkind in die Schweiz. Aufgewachsen ist er in Fehraltorf im Kanton Zürich. Mit zwölf Jahren begann er bei der LV Winterthur mit der Leichtathletik. Es zeigte sich schnell sein Talent für die Sprinterdisziplin. Später war Thomas Rymann beim STV Alpnach von 2003 bis Anfang 2006 Schenkels Trainer, danach startete er während sieben Jahren für den LC Zürich, bevor er im Frühling 2013 zur LV Winterthur zurückkehrte. Schenkel absolvierte die Sporthandelsschule und schloss diese 2009 erfolgreich als eidgenössisch diplomierter Kaufmann ab.
Bereits 2003 gewann er seinen ersten Titel über 80 Meter an den Schweizer Meisterschaften des Leichtathletiknachwuchses. 2005 holte er beim Europäischen Olympischen Sommer-Jugendfestival die Silbermedaille im 200-Meter-Lauf. 2006 gelang es Schenkel, mit einer Zeit von 10,45 s über 100 Meter den 36 Jahre alten Schweizer Juniorenrekord zu brechen, und erreichte somit auch die Limite für die Teilnahme an den Juniorenweltmeisterschaften in Peking. Im gleichen Jahr wurde Schenkel ausserdem zusammen mit Rolf Fongué ins Förderprojekt World Class Potentials des Schweizerischen Leichtathletik-Verbands aufgenommen.
Die nächsten Erfolge konnte Schenkel mit der Schweizer 4-mal-100-Meter-Staffel holen, welche 2009 erstmals den Schweizer Rekord unterbot. 2010 konnte er erstmals einen Schweizer Meistertitel bei den Aktiven gewinnen, er wurde Erster im 200-Meter-Lauf. 2011 holte er sich die Schweizer Allzeitbestleistung über die selten gelaufene Distanz von 150 Meter und unterbot die Limite für die Weltmeisterschaften im 100- und 200-Meter-Lauf, wo er über 200 Meter den Halbfinal erreichte. Sowohl über 100 Meter wie über 200 Meter konnte er in diesem Jahr deutliche persönliche Bestleistungen aufstellen. Für diese Leistungen wurde er 2011 zum Schweizer Leichtathleten des Jahres gewählt.
Bei den Europameisterschaften 2012 in Helsinki erreichte er über 100 und 200 Meter den Halbfinal, an den Olympischen Spielen schied er über 200 Meter in der Vorrunde aus. 2013 wurde er Schweizer Meister in der Königsdisziplin über 100 Meter. 2014 schied er bei den Europameisterschaften 2014 in den Vorläufen aus und wurde im gleichen Jahr als Schweizer Meister über 100 Meter zum Winterthurer Sportler des Jahres gewählt.
2017 erklärte Schenkel seinen Rücktritt vom Leistungssport, nachdem ihn seit 2014 Schmerzen im Fuss begleiteten. Seine Bestleistung von 10,19 s über 100 Meter waren zum Zeitpunkt seines Rücktritts die drittbeste gelaufene Zeit eines Schweizer Athleten.

## Erfolge
- 2004: Schweizer Jugendmeister 200-Meter-Lauf
- 2005: Silbermedaille Europäisches Olympisches Jugendfestival 200-Meter-Lauf; 4. Rang Europäisches Olympisches Jugendfestival 100-Meter-Lauf; Schweizer Jugend-Meister 100-Meter-Lauf und 200-Meter-Lauf; Bronzemedaille Schweizer Hallenmeisterschaften 60-Meter-Lauf
- 2006: 26. Rang Juniorenweltmeisterschaften 200-Meter-Lauf; 37. Rang Juniorenweltmeisterschaften 100-Meter-Lauf, Schweizer Junioren-Meister 200-Meter-Lauf
- 2007: 5. Rang Junioreneuropameisterschaften 100-Meter-Lauf; Bronzemedaille Schweizer Meisterschaften 100-Meter-Lauf; Silbermedaille Schweizer Hallenmeisterschaften 60-Meter-Lauf
- 2008: Silbermedaille Schweizer Meisterschaften 200-Meter-Lauf; Bronzemedaille Schweizer Meisterschaften 100-Meter-Lauf
- 2009: 14. Rang U23-Europameisterschaften 200-Meter-Lauf; Bronzemedaille Schweizer Hallenmeisterschaften 60-Meter-Lauf; Bronzemedaille Schweizer Meisterschaften 100-Meter-Lauf
- 2010: Schweizer Meister 200-Meter-Lauf
- 2011: Silbermedaille Schweizer Hallenmeisterschaften 60-Meter-Lauf; 20. Rang Weltmeisterschaften 200-Meter-Lauf und 27. Rang 100-Meter-Lauf
- 2011: Schweizer Leichtathlet des Jahres; Silbermedaille Schweizer Hallenmeisterschaften 60-Meter-Lauf
- 2012: Schweizer Meister 60-Meter-Lauf (Halle)
- 2013: Schweizer Meister 100-Meter-Lauf
- 2014: Schweizer Meister 60-Meter-Lauf (Halle); Winterthurer Sportler des Jahres
- 2015: Silbermedaille Schweizer Meisterschaften 100-Meter-Lauf; Bronzemedaille Schweizer Hallenmeisterschaften 60-Meter-Lauf

## Persönliche Bestleistungen
- 100-Meter-Lauf: 10,19 s, 30. Juli 2011 in Fribourg
  - 100-Meter-Lauf: 10,45 s, 29. Juli 2006 in Olten, Schweizer Juniorenrekord und Schweizer Saisonbestleistung 2006
- 150-Meter-Lauf: 15,38 s, 14. Mai 2011 in Fribourg, Schweizer Allzeitbestleistung
- 200-Meter-Lauf: 20,48 s, 26. Mai 2012 in Weinheim
- 50-Meter-Lauf (Halle): 6,01 s, 5. Februar 2006 in St. Gallen
- 60-Meter-Lauf (Halle): 6,65 s, 28. Januar 2012 in Magglingen